# Черета-Падуле (Салерно)
Черета-Падуле је насеље у Италији у округу Салерно, региону Кампанија.
Према процени из 2011. у насељу је живело 298 становника. Насеље се налази на надморској висини од 56 м.